# Rhamdia jequitinhonha
Rhamdia jequitinhonha är en fiskart som beskrevs av Silfvergrip, 1996. Rhamdia jequitinhonha ingår i släktet Rhamdia och familjen Heptapteridae. Inga underarter finns listade i Catalogue of Life.